# Dainava
Dainava är en stadsdel i Kaunas i Litauen. Dainava ligger 100 meter över havet och antalet invånare är 70 000.